# دانييل ميرفي
دانييل ميرفي (بالإنجليزية: Daniel Murphy)‏ (و. 1985  م) هو لاعب كرة قاعدة، من الولايات المتحدة، ولد في جاكسونفيل، فلوريدا، يلعب كقاعدي ثاني ‏.

## روابط خارجية
- دانييل ميرفي على موقع دوري كرة القاعدة الرئيسي (الإنجليزية)
- دانييل ميرفي على موقعبيزبول رفرنس.كوم (الدوري الرئيسي) (الإنجليزية)
- دانييل ميرفي على موقعبيزبول رفرنس.كوم (الدوري الثانوي) (الإنجليزية)
- دانييل ميرفي على موقع إي إس بي إن.كوم (أم.أل.بي) (الإنجليزية)
- دانييل ميرفي على موقع مشجعي الرسوم البيانية (الإنجليزية)